# Тучи покидают небо
«Тучи покидают небо» — советский чёрно-белый фильм 1959 года по сценарию Ахмедхана Абу-Бакара. Мелодрама, действие которой разворачивается в горном ауле в 1930-е и 50-е годы. Премьера состоялась 8 апреля 1960 года.

## Сюжет
Дагестанский аул, 1930-е годы. Почти одновременно должны родиться дети у двух соседей, Башира и Касума. У Башира уже есть три дочери и он клянётся выгнать жену, если она родит четвёртую. Нуржан, мать Ханум (жена Башира), хочет прибегнуть к помощи гадальщицы Айшат. Та предлагает поменять младенцев в случае, если Ханум родит девочку. Так и получается: Ханум рождает девочку, а Гуриат (жена Касума) — мальчика. Айшат и Нуржан меняют детей. Кроме них об этом никто не знает: хотя повивальная бабка Мусли видела, как Ханум родила девочку, она готова признать, что ошиблась, когда ей дарят золотое кольцо.
Башир созывает мужчин аула на праздник в честь рождения своего сына Джафара. К Касуму на праздник по случаю рождения дочери Зейнаб приходит один Идрис, а знаток сельских адатов Гамзат говорит, что отмечать день рождения дочери не принято. Во время праздника Нуржан чувствует себя плохо. Она уединяется с Айшат, дарит ей кольцо и просит молчать об их тайне. Нуржан умирает, а её муж застаёт в комнате Айшат и кричит, что это она отравила Нуржан. Сельчане бросаются за Айшат, которая укрывается в своём доме. Дом поджигают, Айшат пытаются защитить только Касум и Идрис. Наконец, от пожара крыша дома Айшат рушится.
Проходит время, наступают 1950-е годы. Башир погиб на войне, его жену убило молнией. Юноша Джафар живёт с сестрой. Касум стал председателем колхоза. В село возвращается Айшат, которая во время пожара незаметно сбежала. Сельчане считают её погибшей и не узнают её в приехавшей женщине. Она поселяется у Джафара и его сестры. Джафару нравится Зейнаб, которая отвечает ему взаимностью. Но за ней также ухаживает Мирзабек, сын Гамзата. Зейнаб не нравится Мирзабек, который везде преследует её. Когда Гаджибек приходит сватать Зейнаб за сына, Касум спрашивает мнение дочери и она отказывает Гамзату.
Джафар отправляется с Идрисом другими чабанами на долгую зимовку. В это время Мирзабек по наущению отца выкрадывает Зейнаб и увозит её в горы, откуда ей удаётся сбежать. Она возвращается в село, но на ней пятно похищения: теперь по адату её должны отдать за Мирзабека. Гамзат приходит с выкупом за невесту, но Касум выгоняет его. Тогда Гамзат через жену распускает слух, что Касум на самом деле согласился выдать дочь и скоро свадьба. Об этом узнаёт Джафар. Теперь он считает, что Зейнаб предала его.
Наступает весна. Джафар с чабанами возвращается. Зейнаб говорит ему, что она не давала согласия на свадьбу с Мирзабеком. Джафар и Мирзабек начинают драться, собираются люди. Обман Гамзата раскрывается. Айшат рассказывает о том, что когда-то детей Башира и Касума поменяли. Касум говорит Джафару и Зейнаб, что теперь им самим решать, что делать дальше, а «мрачные тучи прошлого» должны рассеяться. Народ расходится, а Джафар, его сестра, Зейнаб и Айшат заходят в дом.

## В ролях
- Б. Айдаев — Башир
- Х. Казимагамедова — Гуриат, жена Башира
- Зейнаб Набиева — Нуржан, мать Гуриат
- Мурадхан Кухмазов — Касум (дублирует В. Емельянов)
- Барият Мурадова — Айшат
- Саният Мурадова — Мусли
- Т. Хашаева — Зейнаб
- М. Султанмурадов — Джафар
- Тажудин Гаджиев — Гамзат
- У. Шихалиев — Мирзабек, сын Гамзата
- Х. Магомедова — Сувар, жена Гамзата
- Абдурашид Максудов — Идрис
- Джамалутдин Муслимов — танцор, исполняющий танец с кинжалами (в титрах не указан)
- Шарапутдин Манташев — эпизод

## Съёмочная группа
- Режиссёр: Николай Жуков
- Сценарист: Ахмедхан Абу-Бакар (в титрах — Ахмедхан Абакаров)
- Оператор: А. Трофимов
- Композитор: Мурад Кажлаев
- Художник: Алексей Лебедев

## Дополнительные факты
- Фильм иногда называют первым дагестанским фильмом (т.е. первым художественным фильмом о Дагестане и с дагестанскими актёрами)[1].
- Музыку к фильму написал молодой, на тот момент, дагестанский композитор Мурад Кажлаев, который отмечал: «К своему первому фильму „Тучи покидают небо“… мной написано столько музыки, что её хватило бы на целых три картины»[2]. Это был его первый опыт в кино, после которого композитор написал музыку ещё к нескольким десяткам фильмов.
- Фильм снимался в дагестанском ауле Куппа.
- В сцене возвращения Айшат в аул на здании видна надпись «Больница Карачаевского района». В Дагестане района с таким названием никогда не было.